# 小室恒夫
小室 恒夫（こむろ つねお、1913年10月17日 - 2001年11月1日）は、日本の官僚、経営者。茨城県出身。

## 経歴・人物
1936年に東京帝国大学経済学部経済学科を卒業し、同年に商工省に入省。貿易庁、通商産業省での勤務を経て、1958年に公益事業局長に就任し、1960年には通商局長に就任し、1961年までに務めた。
1961年に八幡化学工業(のちの新日鉄化学)副社長に就任し、1965年には社長に昇格。1979年に会長を経て、1984年から相談役を務めた。
1981年に藍綬褒章を受章し、1986年に勲二等瑞宝章を受章した。
2001年11月1日肺炎のために死去。88歳没。